# Matías Carrica
Marcos Matías Carrica (Bahía Blanca, Provincia de Buenos Aires, Argentina; 14 de noviembre de 1989), más conocido como Matías Carrica o sólo Carrica, es un cantante, autor y compositor argentino de Rap alternativo y Música Urbana.

## Biografía
Nació en la ciudad de Bahía Blanca, una ciudad al sur de la Provincia de Buenos Aires, el 14 de noviembre de 1989. Es el sexto hijo del matrimonio compuesto por Liliana Edith Ceballes (1960) y Marcos Esteban Carrica (1955).
Con tan solo 11 años, como consecuencia de la crisis de diciembre de 2001 en Argentina y de un accidente laboral que había sufrido su padre, tuvo que salir a trabajar por las calles de Bahía Blanca limpiando vidrios en los semáforos, pidiendo limosnas e incluso recogiendo y vendiendo cartones, pasando hambre, frío y distintas necesidades asociadas a este tipo de trabajo.
Durante esta etapa de su vida, Matías asistía todos los viernes a un comedor comunitario llevado adelante por “Los Pibes de Don Bosco”, un proyecto social, educativo y pastoral, creado por el padre Pablo Mardoni, conformado por alumnos, exalumnos y allegados al Colegio Don Bosco como parte de una serie de actividades que organizaba dicho proyecto para ayudar a las personas en situación de calle, donde además de ayudar con la comida, era un lugar de contención para todas las personas que se encontraban pasando por lo mismo. Allí conoció a Florencia Acebo (1995) su actual pareja y con la cual tuvo una hija llamada Trinidad en 2009.
En ese lugar conoció también a otras personas que lo ayudaron a iniciarse en el mundo de la música, como los integrantes de la banda de cumbia Tachame la Doble, (Matías sería integrante unos años más tarde). Después de un tiempo y, gracias a Los Pibes de Don Bosco, pudo acceder a un crédito para comprar su casa, también con ayuda de otras personas que desinteresadamente colaboraron.
Desde 2005 incursionó en el mundo del Hip hop, creando un grupo de baile, con su hermano Lucas y dos amigos, llamado "Epidemia", con el cual se presentaron en varios eventos. Desde ese momento no abandonó nunca su amor hacia el género. Para el 2007 ya había hecho varios bocetos de canciones. Fue entonces que para el Día de la Madre de 2008 cantó delante de su familia, incluyendo su madre, su canción "Madre mía", recibiendo emociones y buenas críticas de los mismos.
Luego de un tiempo Santiago Oreda (productor, músico y compositor, integrante de Tachame la Doble) le ofreció su estudio para empezar a grabar lo que sería su primer disco: "Marcando Rumbos".

## Carrera artística
A partir de 2010 y hasta 2015 formó parte de Tachame La Doble, una banda de cumbia formada por integrantes de Los Pibes de Don Bosco, tocando el Güiro por un tiempo y luego el Octapad.
En 2012 lanza su primer disco llamado “Marcando Rumbos”, un álbum discográfico compuesto por 9 canciones propias con colaboraciones de Sophia Laura, Lukaz, Mc’V y DJ Mas. El disco fue grabado y producido en Bahía Blanca por Santiago Oreda.
A fines de 2014 se inició la inscripción al programa Elegidos (La música en tus manos), el cual iba a transmitirse durante el 2015 por Telefe. Franco Cardone, amigo de Matías e integrante del Movimiento Social “El Grito movimiento desde abajo” se entera de esto y lo anota en el casting del programa. El 14 de abril de 2015 y luego de dos audiciones anteriores, Matías realiza una audición en vivo para el programa el cual lo convierte definitivamente en participante del Talent show.
El 9 de julio de 2015 y con el 72 % de los votos Matias se convierte en el ganador de la Primera Temporada de Elegidos (La música en tus manos), Cappo ganó un contrato con la empresa discográfica Sony Music para grabar un disco y un viaje a España para conocer a Shakira, además del reconocimiento y amor del país entero. El 30 de octubre del mismo año se lanza bajo licencia de Vevo su primer videoclip del tema “Para que aprendas”, el cual se encuentra disponible en YouTube. El 13 de noviembre sale a la venta Buscavida (nombre elegido por sus fanes), el nuevo CD de Matias Carrica, producido por Juan Blas Caballero. Cuenta con 10 canciones propias y 1 versión de la canción "Como" de Chico Novarro. Con la colaboración de Juliana Gattas y Alejandro Sergi (Miranda!), Vicentico, Emanero, Soledad Pastorutti, Victoria Bernardi y Kaay.

### Paso por Elegidos
A principios de 2015 Matías' es confirmado para audicionar en el primer casting del programa. Viajó hacia Martínez (Buenos Aires) donde se presentó delante de los productores, cantando su caballito de batalla: "Buscavida". Fue entonces que la producción decidió egresarlo hacia el segundo casting: frente al jurado.
En el segundo casting se encontró como jurados a grandes artistas: Axel, Miranda!, Soledad Pastorutti y José Luis Rodríguez, quienes esperaban espectantes en uno de los estudios del canal televisivo. Llegó el turno de Matías y nuevamente cantó "Buscavida", logrando cautivarlos con su emocionante letra (que narra parte de su historia y de los cartoneros de su ciudad). En ese momento, por la pantalla de Telefe, miles de personas pudieron ver, en el primer programa de Elegidos (La música en tus manos), a este rapero interpretando una canción de su autoría, elevando la famosa pantalla con un porcentaje de 95 % de los votos.

#### Interpretaciones
| Etapa               | Canción                                                                                       | Artista Original          | Resultado |
| Audición            | Buscavida                                                                                     | Propia                    | 95%       |
| Duelos              | Mi estilo (vs. Franco Silva)                                                                  | Propia                    | 93%       |
| Juego de las sillas | Madre mía                                                                                     | Propia                    | 90%       |
| Superación          | Si no haces nada sos parte                                                                    | Emanero                   | 92%       |
| Duetos              | Timber (ft. Pilar Noguera)                                                                    | Pitbull y Jennifer Lopez  | 68%       |
| Big Band            | La bifurcada                                                                                  | Memphis la Blusera        | 82%       |
| Tributos            | Could you be loved                                                                            | Bob Marley                | 64%       |
| Homenajes           | Respira el momento                                                                            | Calle 13                  | 89%       |
| Show vivo           | Jump around                                                                                   | House of Pain             | 86%       |
| Big Show            | Mal bicho                                                                                     | Los Fabulosos Cadillacs   | 91%       |
| Cuartos de final    | Historia de barrio Mi lista negra (repechaje)                                                 | Propia El Cuarteto de Nos | 87% 87%   |
| Semifinal           | La rubia tarada Desahogo (repechaje)                                                          | Sumo Vico C               | 87% 84%   |
| Final               | Para que aprendas No hay nadie como tú (vs. Victoria Bernardi) Buscavida (vs. Diana Amarilla) | Propia Calle 13 Propia    | 73% 72%   |
| ------------------- | --------------------------------------------------------------------------------------------- | ------------------------- | --------- |

## Baxide
Actualmente Matias forma parte del dúo de música urbana Baxide, junto a Elesede (Cristian Costilla), artista urbano oriundo de Belén de Escobar. El dúo se originó a fines de 2019, cuando decidieron unir su música en un mismo proyecto. 
Ambos artistas se conocieron en la final del reality que consagró ganador a Matias en 2015. En dicha oportunidad, interpretaron juntos la canción "Para que aprendas". Desde ese momento establecieron una relación de amistad. Después de varios años volvieron a tomar contacto, cuando Matias se mudó a la ciudad de La Plata a principios de 2019, decidieron comenzar a componer canciones juntos. En diciembre de dicho año fueron convocados para realizar el show de apertura en la final del Trofeo de Campeones de la Superliga Argentina de Fútbol, donde se enfrentaron Racing Club y el Club Tigre, en la ciudad de Mar del Plata. Ese momento fue el que determinó la conformación del dúo.

#### Lanzamientos
- Bailando - agosto de 2020
- Tu compañía - octubre de 2020
- Doce del doce - diciembre de 2020 (canción para Boca Juniors)
- Por alguien como tú (ft. Grupo Play) - julio de 2021
- Lunático - septiembre de 2021

## Discografía

### Marcando Rumbos (2012)
1. Intro
2. Buscavida
3. Para que aprendas
4. Historia de barrio
5. No me preguntes (ft. Sophia Laura)
6. Mi estilo
7. Pobre mundo
8. Madre mía
9. Mujer Latina (ft. Lukaz, Mc’V y DJ Mas)

### Buscavida (2015)
1. Para que aprendas
2. Buscavida
3. Historia de barrio
4. Como imaginar (ft. Victoria Bernardi)
5. Algo que decir (ft. Miranda!)
6. Realidad o fantasía (ft. Vicentico y Emanero)
7. Madre mía
8. Renacer (ft. Soledad)
9. No tiene sentido (ft. Kaay)
10. Mi estilo
11. Caminando

### Colaboraciones y sencillos
1. Un millón de estrellas (ft. Tachame la Doble) - 2016
2. Cuidanos de tu ausencia (ft. Latidos) (para "Estrellas Amarillas") - 2016
3. Unidad (ft. Light Project) - 2017
4. Héroes del barrio (ft. Sebastián Villalba) - 2017
5. Grito por Venezuela (ft. Tomás Mandel) - 2017
6. Espera (ft. Valen Etchegoyen) - 2018
7. Mirarte - 2018
8. No lo permitas - 2018
9. Me gustas tú (ft. Dispara!) - 2019
10. Messi es argentino (ft. Naiel) - 2020
11. Volverás (ft. Soledad Pastorutti) - 2020

## Premios
- Ganador Elegidos (La música en tus manos), Telefe - 2015
- Logros Culturales – Cámara Junior Internacional Toyp - 2015
- Premio "María Elena Walsh" de la Cámara de Diputados de la Provincia de Buenos Aires - 2018

## Algunas presentaciones

### Elegidos
- Teatro Gran Rex (Cuatro veces) - 2015
- Teatro Gran Rex (Con "Elegidos" Segunda Temporada) - 2015
- Fiesta de la Nieve - San Carlos de Bariloche - 2015
- Fiesta de la Nieve - San Carlos de Bariloche (Compartiendo escenario con Axel) - 2015
- Hotel Conrad - Punta del Este, Uruguay - 2016

### Deselegidos
- Anfiteatro de Pehuajó - 2015
- Teatro "El Escape" - La Plata - 2016
- Casa de la Cultura - Ayacucho - 2016
- Festival Solidario - Henderson - 2016
- San Fernando del Valle de Catamarca - 2016
- Fiesta de la Primavera - Bahía Blanca - 2016
- Teatro "Rodolfo Funke" - Tornquist - 2016
- Teatro de la Escuela Normal - Pehuajó - 2016

### Solista
- Festival por la Unión Barrial (Dos veces) - Bahía Blanca - 2015
- Expo FISA - Bahía Blanca - 2016
- Teatro La Trastienda Club - Buenos Aires (Presentación oficial del disco "Buscavida") - 2016
- Día de la Bandera - Rosario, Santa Fe (Compartiendo escenario con Soledad Pastorutti) - 2016
- Teatro Rossini - Bahía Blanca (Presentación oficial del disco "Buscavida") - 2016
- Teatro Municipal - Bahía Blanca (Presentación del rap vial "Cuidame de tu ausencia") - 2016
- Casa de la Cultura - Ayacucho (Presentación oficial del disco "Buscavida") - 2016